# Cuchipe
Cuchipe es el decimotercero sencillo del grupo español Los Pekenikes y segundo extraído del polémico álbum Ss.Ss.Ss.Q.E.S.M. y se trata de un arreglo de un bambuco de autor anónimo, baile folklórico mestizo natural de Colombia, de la zona de Boyacá, versionado múltiples veces, incluyendo a Los Lobos y Brigitte Bardot. El arreglo de Los Pekenikes recuerda en parte a los trabajos de Carlos Santana, muy activo en la época.
La cara B, Afrodita, es de un estilo más tradicional dentro del sonido de Los Pekenikes.

## Miembros
- Lucas Sáinz - Guitarra eléctrica
- Yamel Uribe - Bajo eléctrico
- Pedro Luis García: Flauta
- Tony Luz - Guitarra rítmica, guitarra sajona
- Guillermo Acevedo- Batería
- Rodrigo García: Guitarra
- Álvaro Serrano: Trombón, percusión
- Juan Jiménez - Flauta, saxo
- Trompetas: sin identificar
- Voces: sin identificar